# Porta Calcinaia
La porta Calcinaia è una delle cinque porte d'accesso alla città di Melfi. Inserita all'interno della cinta muraria di origini bizantine, rappresenta una significativa testimonianza storica ed architettonica della stratificazione difensiva del borgo.

## Storia
La sua costruzione risale all’XI secolo, periodo in cui il catapano bizantino Basilio Boioannes fortificò Melfi, per rafforzarne la posizione strategica lungo i valichi appenninici in funzione difensiva contro i Longobardi. È propriamente detta “Calcinaia” poiché, lungo la strada che tortuosamente si arrampica per raggiungere le mura dalle rive del torrente Melfia a valle, sorge un sobborgo dove erano collocate le botteghe dei fornaciari e dei calcinai, destinate alla cottura dei laterizi e della calce.
Durante le successive dominazioni (normanna, sveva, angioina, aragonese), malgrado avesse perduto la sua centralità strategica a causa dell’edificazione di altri accessi, la porta fu comunque conservata. Occorre tuttavia ricordare che la sua conformazione era, all’epoca, ben diversa da quella attuale, risultando di fatto parallela alla cinta muraria, come dimostrato in tutte le illustrazioni preesistenti, tra cui i disegni di Edward Lear (1847), la mappa del Canevaro dell’archivio Doria (1695) e l’incisione di Giò Pacichelli (1600).
In seguito al terremoto del 1851, presumibilmente a causa della sua compromessa stabilità, la porta venne abbattuta e ricostruita, questa volta in maggiori dimensioni e in posizione trasversale, conferendole l’aspetto che ancora oggi si osserva.Ma il successivo sisma del 1930 ne causò il parziale crollo, lasciandola priva della sua componente architettonica superiore per quasi un secolo.
Questa versione contrasta con l'atteggiamento generalizzato della popolazione nei confronti delle mura, i quali dopo il terremoto del 14 agosto 1851, iniziarono ad abbattere le mura, come è successo per Porta Balnea e Porta Troiana, i cui tratti adiacenti furono abbattuti con i relativi ingressi, in quanto le mura erano ormai defunzionalizzate.
È molto probabile che la porta di età medievale venne abbattuta prima, dopo il terremoto dell' 8 settembre 1694 ma gli artisti continuarono a inquadrare Melfi e le sue mura nei loro dipinti come era una volta per non avere difficoltà artistiche. Inoltre, in un'epoca in cui si abbattevano le mura, non aveva alcun senso di ricostruire la porta.
Nel maggio 2018, in occasione del Millenario di fondazione della città, l’amministrazione comunale ha promosso un intervento di ricostruzione e valorizzazione della porta, basato sull’ultima versione nota: quella tardo-ottocentesca. Malgrado i rallentamenti causati dalla pandemia da Covid-19, i lavori si sono conclusi nel marzo 2021.

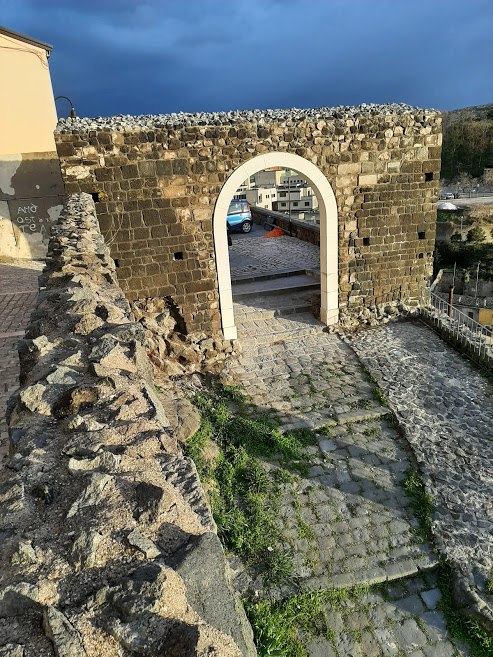
La "Porta Calcinaia" e il suo arco in calcarenite chiara. Visibile la sfumatura di colore, che distingue la parte ricostruita da quella preesistente.

## Architettura
La struttura originaria risultava parallela alla cinta muraria e presentava un arco a tutto sesto affiancato da due torrioni laterali, utili a rafforzarne la funzione difensiva. Il materiale impiegato era la pietra lavica scura, tipica dell’area del Vulture, utilizzata sia per la muratura che per i conci dell’arco.
A seguito del terremoto del 1851, la porta fu ricostruita in posizione trasversale e in dimensioni maggiori. L’arco venne realizzato in calcarenite chiara, dunque in netta contrapposizione alla pietra lavica scura del resto della muratura, mentre i due torrioni laterali non furono riedificati, in quanto si scelse di puntare a una soluzione più monumentale.